# Arroyo Fosa
El arroyo Fosa (en polaco: Potok Fosa) es un pequeño arroyo, que contiene agua de deshielo, en la isla Rey Jorge, que está situado en el archipiélago de las islas Shetland del Sur. Fluye desde los glaciares Tower y Baranovski hasta la cala Staszek.
El arroyo se trata de una nueva forma geomorfológica que se formó como resultado del deshielo del glaciar que ha ocurrido durante los últimos veinte años. El punto más alto del arroyo es de 200 m s.n.m. y el punto más bajo es de 0 m s.n.m.. Científicos polacos lo nombraron con este nombre.